# لويد نويل
لويد نويل هو موظف مدني غرينادي، ولد في 13 ديسمبر 1934، وتوفي في 3 يوليو 2017.